# Cristina Pardo
Cristina Pardo Virto (Pamplona, Navarra, 5 de julio de 1977) es una periodista y presentadora española de televisión.

## Biografía
Su interés por el periodismo comienza cuando era pequeña y escuchaba el programa de José María García junto a su padre y hermanos. En un primer momento quería ser periodista deportiva. Estudió periodismo en la Universidad de Navarra, una institución católica de carácter privado.
Empezó trabajando con Antonio Herrero en los micrófonos de la Cadena COPE en el programa La Mañana. Más tarde, y en la misma cadena, trabajó con Luis Herrero y con Federico Jiménez Losantos.
Durante sus años de facultad hizo una entrevista para hacer prácticas con Antonio García Ferreras y, aunque finalmente recaló en la Cadena COPE, no perdieron el contacto.
Así en 2006 abandona la radio y empieza a formar parte del equipo de La Sexta Noticias para la sección de política y, en concreto, desde 2008 cubriendo la información del PP.
Ha hecho monólogos en las cenas de la Asociación de Periodistas Parlamentarios en los años 2012, 2013 y 2014.
Durante las vacaciones de Semana Santa de 2013 le llegó la oportunidad de estrenarse como presentadora del programa de televisión Al rojo vivo sustituyendo a Antonio García Ferreras en varias ocasiones. Antonio García Ferreras era seguidor de Mourinho en su etapa como entrenador del Real Madrid y, al considerarse la segunda de Ferreras en Al rojo vivo, empezó a usar el apodo "Karanka" en Twitter para anunciar sus apariciones sustituyéndolo.
Colaboró habitualmente en el programa La Sexta Noche desde 2013 en la sección de entrevistas a personas relevantes del panorama político.
El 3 de abril de 2014 sale a la venta su primer libro, Los años que vivimos PPeligrosamente, sobre las relaciones del Partido Popular con la prensa.
Desde el 14 de junio de 2014 participa los sábados en el programa de radio A vivir que son dos días, de la Cadena SER, con la sección Diccionario de conceptos políticos.
El 15 de septiembre de 2014 estrena la sección Liándola Pardo en Al rojo vivo, sección en clave irónica sobre temas de actualidad política, que se emite cuando Antonio García Ferreras conduce el programa y que no tiene periodicidad fija.
Durante la primera semana del mes de octubre de 2014 forma parte del equipo que se desplaza a la Fundación Vicente Ferrer en Anantapur (India), con motivo del programa especial que hace Àngels Barceló en Hora 25, de la Cadena SER, sobre la situación de las mujeres en este país.
En abril de 2017 presentó el programa de dos emisiones Malas compañías: Historias anónimas de la corrupción en La Sexta. Tras el éxito cosechado, regresó en noviembre del mismo año con nuevos programas.
El 1 de julio de 2017 retransmitió la manifestación y el desfile del World Pride Madrid 2017 junto a Iñaki López en La Sexta. Desde septiembre de 2017, participa semanalmente en El Hormiguero 3.0 con una sección. En octubre de 2017 participó en un episodio de la ficción La casa de papel, de Antena 3, donde se interpretó a sí misma. Posteriormente, en abril de 2018 se volvió a interpretar a sí misma en un episodio de la serie Cuerpo de élite, de la misma cadena. Presentó las campanadas de Nochevieja de 2017, 2018, 2019 y 2020 junto a Iñaki López en La Sexta.
Desde abril de 2018 condujo en La Sexta el magacín Liarla Pardo. Recibe críticas por el trato favorable que en este programa da al periodista Francisco Marhuenda. El 26 de octubre de 2020 recibe la crítica de la periodista Rosa Villacastín por, según esta, tratar del tema de la pandemia de forma poco sería, usando "risitas".
En septiembre de 2021 empieza a presentar junto a Iñaki López el programa Más vale tarde.

## Trayectoria

### Programas de televisión
| Año             | Programa                 | Canal    | Notas                     |
| --------------- | ------------------------ | -------- | ------------------------- |
| 2006 - 2013     | La Sexta Noticias        | La Sexta | Reportera                 |
| 2013 - 2018     | Al rojo vivo             | La Sexta | Presentadora              |
| 2014 - 2020     | Zapeando                 | La Sexta | Invitada                  |
| 2017 - 2018     | Malas compañías          | La Sexta | Presentadora              |
| 2017 - presente | Campanadas de fin de año | La Sexta | Presentadora              |
| 2017            | El hormiguero            | Antena 3 | Invitada                  |
| 2017            | World Pride Madrid 2017  | La Sexta | Presentadora              |
| 2017            | Homo Zapping             | Neox     | Invitada                  |
| 2017 - presente | El hormiguero            | Antena 3 | Colaboradora y tertuliana |
| 2018 - 2021     | Liarla Pardo             | La Sexta | Presentadora              |
| 2020            | Pasapalabra              | Antena 3 | Invitada                  |
| 2020            | Improvisando             | Antena 3 | Invitada                  |
| 2021 - presente | Más vale tarde           | La Sexta | Presentadora              |

### Series de televisión
| Series de televisión | Series de televisión | Series de televisión | Series de televisión | Series de televisión |
| Año                  | Serie                | Canal                | Personaje            | Notas                |
| -------------------- | -------------------- | -------------------- | -------------------- | -------------------- |
| 2017                 | La casa de papel     | Antena 3             | Ella misma           | 1 episodio           |
| 2018                 | Cuerpo de élite      | Antena 3             | Ella misma           | 1 episodio           |

### Películas
| Películas | Películas                                           | Películas | Películas       |
| Año       | Título                                              | Personaje | Director/a      |
| --------- | --------------------------------------------------- | --------- | --------------- |
| 2020      | Padre no hay más que uno 2: La llegada de la suegra | Nati      | Santiago Segura |